# Penningväsendet i de tretton kolonierna

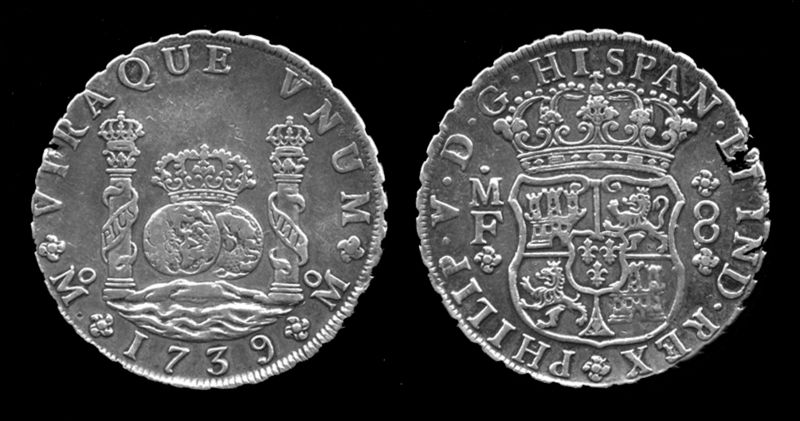
Den spanska silverdollarn var det viktigaste värdemyntet i cirkulation i de tretton kolonierna.

Penningväsendet i de tretton kolonierna kännetecknades framförallt av en akut myntbrist. Mynt från en mängd länder cirkulerade. Det var inte bara engelska mynt utan även portugisiska och spanska samt olika mynt från de spanska kolonierna i Latinamerika, framförallt Mexiko, Peru och Colombia.

## Räknemynt

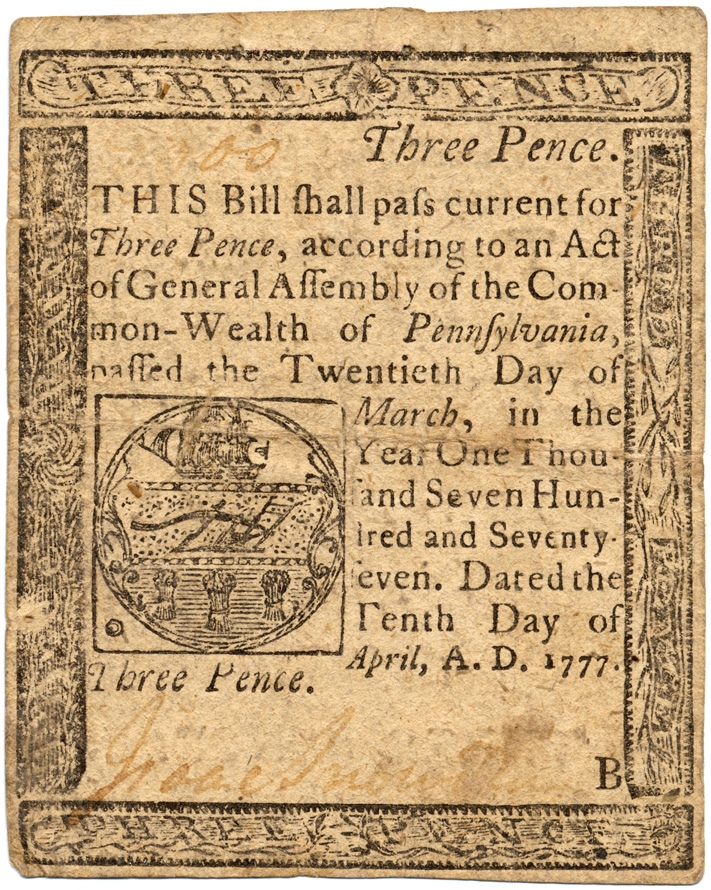
Sedelmynt från Pennsylvania i valören 3 pence.

Pundet var det viktigaste räknemyntet. Varje koloni hade emellertid lagstiftningsrätt i penningfrågor och varje koloni bestämde själv efter vilken kurs (standard) olika myntsorter skulle omräknas. När en standard var fastställd blev det främmande myntet lagliga betalningsmedel i den kolonin. Standarden var baserad på myntens ädelmetallinnehåll men varierade ändå mellan kolonierna. Standarden var alltid högre än motsvarande växelkurs i London. En spansk dollar, som var det viktigaste cirkulerande värdemyntet i Nordamerika, värderades till 4 ½ shilling i London; 4 2/3 shilling i Georgia och South Carolina; 5 shilling i Nova Scotia; 6 shilling i New Hampshire, Massachusetts, Connecticut, Rhode Island och Virginia; 7 ½ shilling i New Jersey, Pennsylvania, Delaware och Maryland och 8 shilling i New York och North Carolina. 

## Sedelmynt
De sedelmynt som utgavs av de tretton kolonierna liknade mycket moderna pappersmynt då de utgavs i lämpliga valörer, var ofta lagliga betalningsmedel och användes av vanliga människor i det dagliga livet. Sedelmyntet släpptes vanligen på ett av två olika sätt. Det vanligaste sättet var sedlar som gavs i betalning för de skulder kolonin ådragit sig. Nya skatter pålades invånarna och skatteintäkterna användes för att lösa in sedlarna som då förstördes. Det andra sättet var att ge ut sedlar med täckning i kolonins markreserv och mot en attraktiv ränta. Sedelmyntet utgavs i pund, shilling och pence och hade samma värde som kolonins räknemynt. Sedelmyntet var också de enda cirkulerande mynt som verkligen var åsatta den lokala valutan. De tretton koloniernas sedelmynt var normalt fiatpengar; i praktiken kunde kolonierna ofta inlösa dem mot värdemynt om så fordrades. Sedelmynten utgavs framförallt för att finansiera koloniernas deltagande i de fransk-indianska krigen vilket gjorde att sedelutgivningen hade markanta toppar och att därför sedlarnas värde under krigsåren inte alltid motsvarade dess nominella värde. En kolonis sedelmynt accepterades vanligen som betalningsmedel i de andra kolonierna. Hade de samma växelkurs mot den spanska dollarn accepterades de efter par, i annat fall skedde en omräkning baserad på växelkursen.

## Värdemynt

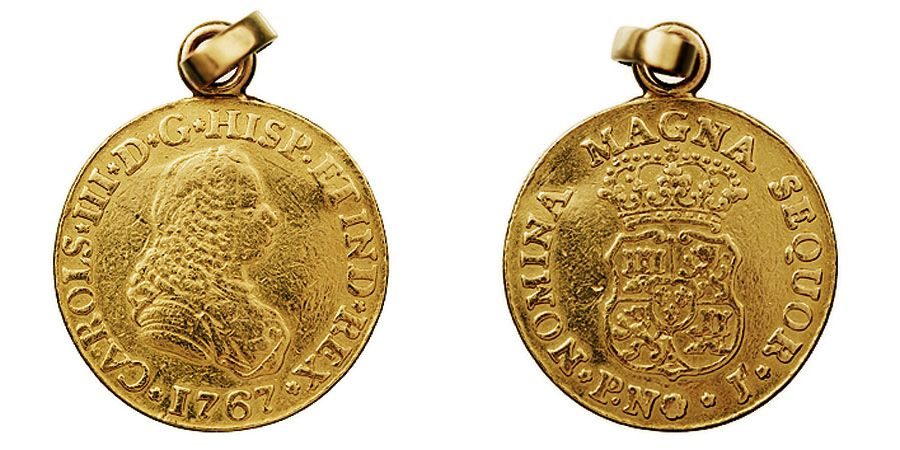
Spansk dubbelescudo i guld.

Massachusetts präglade mellan 1652 och 1682 tre shillingsmynt i silver vilket var de enda koloniala värdemynt, till skillnad från skiljemynt, som någonsin präglats i de tretton kolonierna. De flesta mynt som cirkulerade i de tretton kolonierna var guld- och silvermynt av spanskt och portugisiskt ursprung. Portugisiska guldmynt i valörerna 8, 4 och 2 escudos var viktiga liksom spanska dubbelescudos i guld, men den spanska silverdollarn var det viktigaste värdemyntet inte bara i de tretton kolonierna utan i hela den transatlantiska handelssfären. Det var därför som det självständiga USA gjorde dollarn till sitt värdemynt. Främmande värdemynt värderades och omräknades efter en viss standard (växelkurs) baserad på myntens ädelmetallinnehåll. Standarden fastställdes av kolonierna och bestämde därmed de koloniala räknemyntens relativa värde. Standarden för den spanska silverdollarn var viktigast och avgörande för värderelationerna mellan de koloniala räknemynten inbördes och mellan dessa och pund sterling.

## Nominella växelkurser
| För att växla från - till: multiplicera med                                      | Spansk dollar eller Peso duro | £ Sterling | £ Army sterling Georgia £ South Carolina £ | Nova Scotia £ | Quebec £ New Hampshire £ Massachusetts £ Connecticut £ Rhode Island £ Virginia £ | New Jersey £ Pennsylvania £ Delaware £ Maryland £ | New York £ North Carolina £ |
| -------------------------------------------------------------------------------- | ----------------------------- | ---------- | ------------------------------------------ | ------------- | -------------------------------------------------------------------------------- | ------------------------------------------------- | --------------------------- |
| Spansk silverdollar eller Peso duro                                              | 1,0000                        | 0,2250     | 0,2333                                     | 0,2500        | 0,3000                                                                           | 0,3750                                            | 0,4000                      |
| £ Sterling                                                                       | 4,4444                        | 1,0000     | 1,0371                                     | 1,1111        | 1,3333                                                                           | 1,6667                                            | 1,7778                      |
| £ Army sterling Georgia £ South Carolina £                                       | 4,2857                        | 0,9643     | 1,0000                                     | 1,0714        | 1,2857                                                                           | 1,6074                                            | 1,7143                      |
| Halifax £                                                                        | 4,0000                        | 0,9000     | 0,9333                                     | 1,0000        | 1,2000                                                                           | 1,5000                                            | 1,6000                      |
| Quebec £ New Hampshire £ Massachusetts £ Connecticut £ Rhode Island £ Virginia £ | 3,3333                        | 0,7500     | 0,7778                                     | 0,8333        | 1,0000                                                                           | 1,2500                                            | 1,3333                      |
| New Jersey £ Pennsylvania £ Delaware £ Maryland £                                | 2,6667                        | 0,6000     | 0,6221                                     | 0,6667        | 0,8000                                                                           | 1,0000                                            | 1,0667                      |
| New York £ North Carolina £                                                      | 2,500                         | 0,5635     | 0,5833                                     | 0,6250        | 0,75000                                                                          | 0,9375                                            | 1,0000                      |

Källa:  
- 1 pund = 20 shilling, 1 shilling = 12 pence. Pund var dels brittiska pund sterling, dels räknemynt efter koloniernas standarder.[4]

- Army sterling var det räknemynt som användes 1757 - 1825 för att beräkna de brittiska truppernas avlöning i Nordamerika.[4]

## Löpande växelkurser på London
Vid transaktioner med moderlandet användes växlar som drogs på London. Växelkursen för dessa växlar berodde på tillgång och efterfrågan.
| Medeltal för åren | Pund Massachusetts valuta per £ 1 sterling | Pund New York valuta per £ 1 sterling | Pund Pennsylvania valuta per £ 1 sterling | Pund Maryland värdemynt per £ 1 sterling | Pund Maryland pappersmynt per £ 1 sterling | Pund Virginia valuta per £ 1 sterling |
| ----------------- | ------------------------------------------ | ------------------------------------- | ----------------------------------------- | ---------------------------------------- | ------------------------------------------ | ------------------------------------- |
| 1670              | 1,2500                                     | -                                     | -                                         | -                                        | -                                          | 0,3750                                |
| 1700              | 1,3500                                     | 1,3496                                | 1,5500                                    | ..                                       | -                                          | ..                                    |
| 1720              | 2,5000                                     | 1,6292                                | 1,3875                                    | 1,1333                                   | -                                          | 1,1500                                |
| 1740              | 5,2500                                     | 1,6625                                | 1,6545                                    | 1,3917                                   | 2,2808                                     | 1,1917                                |
| 1750              | 1,2584                                     | 1,7933                                | 1,7060                                    | 1,3116                                   | 1,7792                                     | 1,2594                                |
| 1760              | 1,2900                                     | 1,6720                                | 1,5861                                    | 1,5458                                   | 1,4625                                     | 1,4143                                |
| 1770              | 1,2500                                     | 1,6590                                | 1,6990                                    | 1,5103                                   | -                                          | 1,1800                                |

Källa: 
- Not 1. Massachusetts använde pappersmynt (Old Tenor) 1690-1750. Väremynt i silver (Lawful Money) återinfördes 1750 med den nominella växlekursen 1,3333.[5]
- Not 2. Marylands värdemynt beräknades efter guldvärdet. Marylands pappersmynt var i cirkulation 1734-1765.[5]